# Organização para a Cooperação e Desenvolvimento Econômico
Organização para a Cooperação e Desenvolvimento Econômico (português brasileiro) ou Económico (português europeu) (OCDE; em francês:  Organisation de coopération et de développement économiques, OCDE) é uma organização econômica intergovernamental com 38 países membros, fundada em 1961 para estimular o progresso econômico e o comércio mundial.
É um fórum de países que se descrevem comprometidos com a democracia e a economia de mercado, oferecendo uma plataforma para comparar experiências políticas, buscar respostas para problemas comuns, identificar boas práticas e coordenar as políticas domésticas e internacionais de seus membros. A maioria dos membros da OCDE é formada por economias de alta renda com um Índice de Desenvolvimento Humano (IDH) muito alto e consideradas países desenvolvidos. Em 2017, os países membros da OCDE representavam coletivamente 62,2% do PIB nominal global (49,6 trilhões de dólares) e 42,8% do PIB global (54,2 trilhões de dólares internacionais) por paridade de poder de compra. A organização é um observador oficial das Nações Unidas.
Em 1948, a OCDE se originou como a Organização para a Cooperação Econômica Europeia (OCEE), liderada por Robert Marjolin, da França, para ajudar a administrar o Plano Marshall (que foi rejeitado pela União Soviética e seus Estados satélites). Isso seria alcançado alocando a ajuda financeira dos Estados Unidos e implementando programas econômicos para a reconstrução da Europa após a Segunda Guerra Mundial. (Ajuda de reconstrução semelhante foi enviada à República da China, devastada pela guerra, e à Coreia do pós-guerra, mas não com o nome "Plano Marshall".)
Em 1961, a OCEE foi transformada na Organização para Cooperação e Desenvolvimento Econômico e a adesão foi estendida a países não europeus. Sua sede fica no Château de la Muette, em Paris, França. A OCDE é financiada por contribuições dos países membros a taxas variadas e teve um orçamento total de 374 milhões de euros em 2017.

## História

### Organização para a Cooperação Econômica Europeia
A Organização para a Cooperação Econômica Europeia (OCEE) foi formada em 1948 para administrar a ajuda americana e canadense no âmbito do Plano Marshall para a reconstrução da Europa após a Segunda Guerra Mundial. Iniciou suas operações em 16 de abril de 1948 e teve origem no trabalho realizado pelo Comitê de Cooperação Econômica Europeia em 1947, em preparação ao Plano Marshall. Desde 1949, está sediada no Château de la Muette, em Paris, França. Depois que o Plano Marshall terminou, a OCEE se concentrou em questões econômicas.
Na década de 1950, a OCEE forneceu o quadro de negociações destinadas a determinar condições para a criação de uma área de livre comércio europeia, para reunir a Comunidade Econômica Europeia dos seis e dos outros membros da OCEE em bases multilaterais. Em 1958, uma Agência Europeia de Energia Nuclear foi criada sob a OCEE. No final da década de 1950, com o trabalho de reconstruir a Europa efetivamente terminada, alguns países líderes sentiram que a OCEE havia superado seu objetivo, mas poderia ser adaptada para cumprir uma missão mais global. Seria uma tarefa árdua e, depois de várias reuniões, às vezes violentas, no Hotel Majestic, em Paris, a partir de janeiro de 1960, foi alcançada uma resolução para criar um órgão que tratasse não apenas das questões econômicas europeias e atlânticas, mas elaborasse políticas para ajudar os países menos desenvolvidos. Essa organização reconstituída traria os Estados Unidos e o Canadá, que já eram observadores da OCEE, a bordo como membros efetivos. Também começaria a trabalhar imediatamente para trazer o Japão.

### Fundação

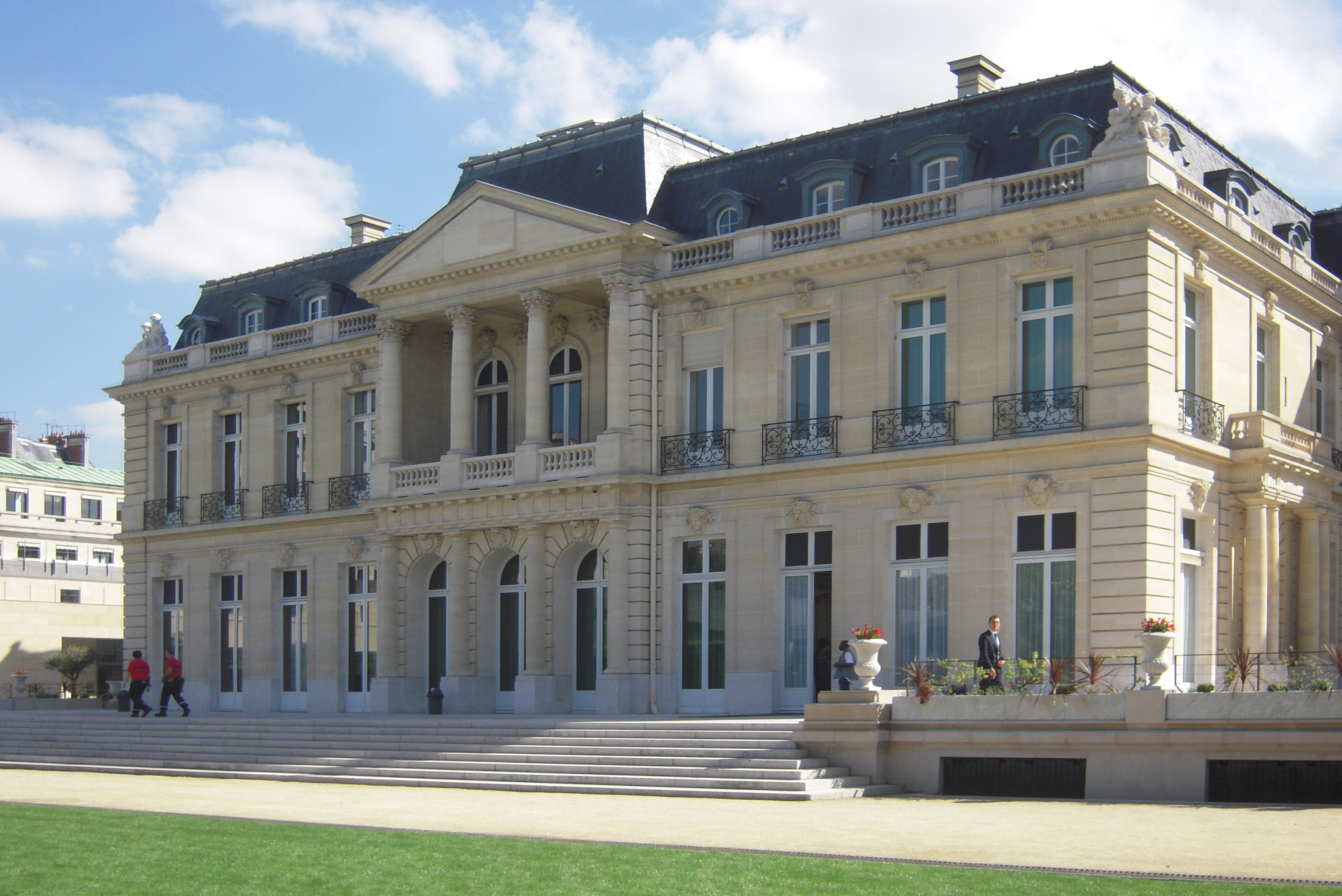
Château de la Muette, a sede da OCDE em Paris.

Após os Tratados de Roma de 1957 para o lançamento da Comunidade Econômica Europeia, a Convenção sobre a Organização para a Cooperação e Desenvolvimento Econômico foi elaborada para reformar a OCEE. A Convenção foi assinada em dezembro de 1960 e a OCDE substituiu oficialmente a OCEE em setembro de 1961. Consistia nos países fundadores europeus da OCEE e nos Estados Unidos e Canadá (três países - Países Baixos, Luxemburgo e Itália - todos membros da OCEE, ratificaram a Convenção da OCDE após setembro de 1961, mas são considerados membros fundadores). Os membros fundadores oficiais são:
- Áustria
- Bélgica
- Canadá
- Dinamarca
- França
- Alemanha Ocidental
- Grécia
- Islândia
- Irlanda
- Itália
- Luxemburgo
- Países Baixos
- Noruega
- Portugal
- Espanha
- Suécia
- Suíça
- Turquia
- Reino Unido
- Estados Unidos

Nos 12 anos seguintes, Japão, Finlândia, Austrália e Nova Zelândia também se uniram à organização. A Iugoslávia tinha status de observadora na organização desde o estabelecimento da OCDE até sua dissolução como país. A OCDE criou agências como o Centro de Desenvolvimento da OCDE (1961), a Agência Internacional de Energia (AIE, 1974) e o Grupo de Ação Financeira Internacional.

### Alargamento à Europa Central
Após as revoluções de 1989, a OCDE começou a ajudar os países da Europa Central (especialmente o Grupo de Visegrado) a preparar reformas na economia de mercado. Em 1990, foi criado o Centro de Cooperação com Economias Europeias em Transição (agora sucedido pelo Centro de Cooperação com Não Membros) e, em 1991, foi lançado o programa "Parceiros em Transição" para o benefício da Tchecoslováquia, Hungria e Polônia. Este programa também incluiu uma opção de associação para esses países. Como resultado disso, a Polônia, a Hungria, a República Tcheca e a Eslováquia, bem como o México e a Coreia do Sul se tornaram membros da OCDE entre 1994 e 2000.

### Reforma e novo alargamento
Nos anos 1990, vários países europeus, agora membros da União Europeia (UE), expressaram sua disposição de ingressar na organização. Em 1995, o Chipre solicitou a adesão, mas, segundo o governo cipriota, foi vetado pela Turquia. Em 1996, a Estônia, a Letônia e a Lituânia assinaram uma declaração conjunta expressando sua disposição de se tornarem membros plenos da OCDE. A Eslovênia também solicitou a adesão no mesmo ano. Em 2005, Malta solicitou a adesão à organização. A UE está fazendo lobby pela admissão de todos os seus Estados membros. A Romênia reafirmou em 2012 sua intenção de se tornar membro da organização por meio da carta endereçada pelo primeiro-ministro romeno Victor Ponta ao secretário-geral da OCDE, José Ángel Gurría. Em setembro de 2012, o governo da Bulgária também confirmou que solicitará a adesão plena ao Secretariado da OCDE.
A OCDE estabeleceu um grupo de trabalho chefiado pelo embaixador Seiichiro Noboru, para elaborar um plano para o alargamento com não membros. O grupo de trabalho definiu quatro critérios nos quais é necessário o preenchimento completo: "afins", "participante significativo", "benefício mútuo" e "considerações globais". As recomendações do grupo de trabalho foram apresentadas na reunião do Conselho Ministerial da OCDE em 13 de maio de 2004. Em 16 de maio de 2007, o Conselho Ministerial da OCDE decidiu iniciar discussões de adesão com Chile, Estônia, Israel, Rússia e Eslovênia e fortalecer a cooperação com Brasil, China, Índia, Indonésia e África do Sul através de um processo de maior envolvimento. Chile, Eslovênia, Israel e Estônia tornaram-se membros efetivos em 2010. Em março de 2014, a OCDE interrompeu as negociações de adesão com a Rússia em resposta ao seu papel na crise da Crimeia em 2014.
Em 2013, a OCDE decidiu iniciar conversações com a Colômbia e a Letônia. Em 2015, iniciou negociações com a Costa Rica e a Lituânia. A Letônia tornou-se membro titular em 1 de julho de 2016 e a Lituânia em 5 de julho de 2018. A Colômbia assinou o acordo de adesão em 30 de maio de 2018 e tornou-se membro titular em 28 de abril de 2020.
Outros países que manifestaram interesse em participar da OCDE são Argentina, Peru, Malásia, Brasil e Croácia.
Em 25 de fevereiro de 2022, devido a invasão militar da Ucrânia pela Rússia, a organização encerrou seu escritório no território russo e cortou quaisquer laços com políticos e representantes russos, encerrando assim definitivamente a participação do país no grupo.

## Países membros
Existem presentemente 38 membros da OCDE. Destes 38, Colômbia, México, Turquia e Costa Rica são descritos como economias de renda média alta do Banco Mundial. Os membros restantes são descritos como economias de renda alta.
| País             | Área (km2) 2017 | População 2017 | PIB (PPC) (Intl. $) 2017 | PIB (PPC) per capita (Intl. $) 2017 | Desigualdade 2008- 2016 | IDH 2018 | IEF 2019 | IED 2019 | IPC 2018 | ILF 2019 | IGP 2019 | ILI 2019 | ID 2018 |
| ---------------- | --------------- | -------------- | ------------------------ | ----------------------------------- | ----------------------- | -------- | -------- | -------- | -------- | -------- | -------- | -------- | ------- |
| Alemanha         | 357 380         | 82 695 000     | 4 187 583 088 239        | 50 639                              | 31,7                    | 0,939    | 24,7     | 0,84     | 80       | 73,5     | 1,547    | 14,60    | 8,68    |
| Austrália        | 7 741 220       | 24 598 933     | 1 192 065 505 301        | 48 460                              | 34,7                    | 0,938    | 19,7     | 0,80     | 77       | 80,9     | 1,419    | 16,55    | 9,09    |
| Áustria          | 83 879          | 8 809 212      | 461 582 926 400          | 52 398                              | 30,5                    | 0,914    | 25,0     | 0,82     | 76       | 72,0     | 1,291    | 15,33    | 8,29    |
| Bélgica          | 30 530          | 11 372 068     | 544 041 974 958          | 47 840                              | 27,7                    | 0,919    | 28,6     | 0,79     | 75       | 67,3     | 1,533    | 12,07    | 7,78    |
| Canadá           | 9 984 670       | 36 708 083     | 1 714 447 151 944        | 46 705                              | 34,0                    | 0,922    | 20,0     | 0,81     | 81       | 77,7     | 1,327    | 15,69    | 9,15    |
| Chile            | 756 096         | 18 054 726     | 444 777 637 169          | 24 635                              | 47,7                    | 0,847    | 38,9     | 0,68     | 67       | 75,4     | 1,634    | 25 65    | 7 97    |
| Colômbia         | 1 141 748       | 48 901 066     | 709 420 539 907          | 14 507                              | 49,7                    | 0,761    | 75,7     | 0,50     | 36       | 67,3     | 2,661    | 42,82    | 6,96    |
| Coreia do Sul    | 100 280         | 51 466 201     | 1 972 970 735 842        | 38 335                              | 31,6                    | 0,906    | 33,7     | 0,73     | 57       | 72,3     | 1,867    | 24,94    | 8,00    |
| Costa Rica       | 51 100          | 4 949 954      | 84 031 346 801           | 16 976                              | 48,3                    | 0,795    | 42,0     | 0,69     | 56       | 65,3     | 1,706    | 12,24    | 8,07    |
| Dinamarca        | 42 922          | 5 769 603      | 296 350 723 354          | 51 364                              | 28,2                    | 0,930    | 19,5     | 0,90     | 88       | 76,7     | 1,316    | 9,87     | 9,22    |
| Eslováquia       | 49 035          | 5 439 892      | 171 990 237 347          | 31 616                              | 26,5                    | 0,857    | 40,5     | —        | 50       | 65,0     | 1,550    | 23,58    | 7,10    |
| Eslovênia        | 20 270          | 2 066 748      | 72 063 812 126           | 34 868                              | 25,4                    | 0,902    | 28,0     | 0,67     | 60       | 65,5     | 1,355    | 22,31    | 7,50    |
| Espanha          | 505 940         | 46 572 028     | 1 769 637 042 996        | 37 998                              | 36,2                    | 0,893    | 40,7     | 0,71     | 58       | 65,7     | 1,699    | 21,99    | 8,08    |
| Estados Unidos   | 9 831 510       | 325 719 178    | 19 390 604 000 000       | 59 532                              | 41,5                    | 0,920    | 38,0     | 0,71     | 71       | 76,8     | 2,401    | 25,69    | 7,96    |
| Estônia          | 45 230          | 1 315 480      | 41 756 008 089           | 31 742                              | 32,7                    | 0,882    | 40,8     | 0,81     | 73       | 76,6     | 1,727    | 12,27    | 7,97    |
| Finlândia        | 338 420         | 5 511 303      | 247 269 243 619          | 44 866                              | 27,1                    | 0,925    | 16,9     | 0,87     | 85       | 74,9     | 1,488    | 7,90     | 9,14    |
| França           | 549 087         | 67 118 648     | 2 876 059 993 399        | 42 850                              | 32,7                    | 0,891    | 32,0     | 0,73     | 72       | 63,8     | 1,892    | 22,21    | 7,80    |
| Grécia           | 131 960         | 10 760 421     | 297 008 117 389          | 27 602                              | 36,0                    | 0,872    | 53,9     | 0,62     | 45       | 57,7     | 1,933    | 29,08    | 7,29    |
| Hungria          | 93 030          | 9 781 127      | 274 926 859 412          | 28 108                              | 30,4                    | 0,845    | 49,6     | 0,53     | 46       | 65,0     | 1,540    | 30,44    | 6,63    |
| Irlanda          | 70 280          | 4 813 608      | 364 140 938 830          | 75 648                              | 31,8                    | 0,942    | 20,6     | —        | 73       | 80,5     | 1,390    | 15,00    | 9,15    |
| Islândia         | 103 000         | 341 284        | 18 140 165 689           | 53 153                              | 27,8                    | 0,938    | 19,8     | —        | 76       | 77,1     | 1,072    | 14,71    | 9,58    |
| Israel           | 22 070          | 8 712 400      | 333 351 018 354          | 38 262                              | 41,4                    | 0,906    | —        | —        | 61       | 72,8     | 2,735    | 30,80    | 7,79    |
| Itália           | 301 340         | 60 551 416     | 2 387 357 093 793        | 39 427                              | 35,4                    | 0,883    | 43,8     | 0,65     | 52       | 62,2     | 1,754    | 24,98    | 7,71    |
| Japão            | 377 962         | 126 785 797    | 5 487 161 155 332        | 43 279                              | 32,1                    | 0,915    | 34,3     | 0,78     | 73       | 72,1     | 1,369    | 29,36    | 7,99    |
| Letônia          | 64 490          | 1 940 740      | 53 561 181 206           | 27 598                              | 34,2                    | 0,854    | 43,9     | —        | 58       | 70,4     | 1,718    | 19,53    | 7,38    |
| Lituânia         | 65 286          | 2 827 721      | 90 748 628 812           | 32 092                              | 37,4                    | 0,869    | 38,1     | —        | 59       | 74,2     | 1,779    | 22,06    | 7,50    |
| Luxemburgo       | 2 590           | 599 449        | 62 189 692 542           | 103 745                             | 33,8                    | 0,909    | 20,4     | —        | 81       | 75,9     | —        | 15,66    | 8,81    |
| México           | 1 964 380       | 129 163 276    | 2 358 275 520 126        | 18 258                              | 43,4                    | 0,767    | 69,7     | 0,45     | 28       | 64,7     | 2,600    | 46,78    | 6,19    |
| Nova Zelândia    | 267 710         | 4 793 900      | 197 072 471 931          | 41 109                              | —                       | 0,921    | 20,1     | 0,82     | 87       | 84,4     | 1,221    | 10,75    | 9,26    |
| Noruega          | 385 178         | 5 282 223      | 324 403 929 579          | 61 414                              | 27,5                    | 0,954    | 18,0     | 0,89     | 84       | 73,0     | 1,536    | 7,82     | 9,87    |
| Países Baixos    | 41 540          | 17 132 854     | 899 530 829 783          | 52 503                              | 28,2                    | 0,933    | 24,8     | 0,84     | 82       | 76,8     | 1,530    | 8,63     | 8,89    |
| Polônia          | 312 680         | 37 975 841     | 1 102 293 080 831        | 29 026                              | —                       | 0,872    | 42,8     | 0,66     | 60       | 67,8     | 1,654    | 28,89    | 6,67    |
| Portugal         | 92 225          | 10 293 718     | 326 029 976 815          | 31 673                              | 35,5                    | 0,850    | 25,3     | 0,71     | 64       | 65,3     | 1,274    | 12,65    | 7,84    |
| Reino Unido      | 243 610         | 66 022 273     | 2 856 703 440 289        | 43 269                              | 33,2                    | 0,920    | 36,7     | 0,80     | 80       | 78,9     | 1,801    | 22,23    | 8,53    |
| República Tcheca | 78 870          | 10 591 323     | 384 753 663 283          | 36 327                              | 25,9                    | 0,891    | 37,6     | 0,73     | 59       | 73,7     | 1,383    | 24,89    | 7,69    |
| Suécia           | 447 420         | 10 067 744     | 505 482 949 469          | 50 208                              | 29,2                    | 0,937    | 20,3     | 0,85     | 85       | 75,2     | 1,533    | 8,31     | 9,39    |
| Suíça            | 41 290          | 8 466 017      | 547 853 971 543          | 64 712                              | 32,3                    | 0,946    | 18,7     | —        | 85       | 81,9     | 1,375    | 10,52    | 9,03    |
| Turquia          | 785 350         | 80 745 020     | 2 140 141 581 685        | 26 505                              | 41,9                    | 0,808    | 80,3     | 0,42     | 41       | 64,6     | 3,015    | 52,81    | 4,37    |
| OCDEb            | 36 328 730      | 1 300 865 255  | 56 394 326 347 476       | 43 351                              | 33,1                    | 0,895    | 33,3     | 0,74     | 68       | 72,2     | 1,665    | 20,46    | 8,09    |
| País             | Área (km2) 2017 | População 2017 | PIB (PPC) (Intl. $) 2017 | PIB (PPC) per capita (Intl. $) 2017 | Desigualdade 2008-2016  | IDH 2018 | IEF 2019 | IED 2019 | IPC 2018 | ILF 2019 | IGP 2019 | ILI 2019 | ID 2018 |

| - a O índice de Estados frágeis não fornece números para Israel em si, mas fornece uma média (76,5) para "Israel e Cisjordânia". - b Total da OCDE usado para os indicadores 1 a 3; média ponderada da OCDE usada para o indicador 4; média não ponderada da OCDE usada para os indicadores 5 a 13. |
| Nota: as cores indicam a posição global do país no respectivo indicador. Por exemplo, uma célula verde indica que o país está classificado nos 25% superiores da lista (incluindo todos os países com dados disponíveis).                                                                           |

|  | Quartil superior |  | Quartil superior-médio |  | Quartil médio-baixo |  | Quartil baixo |

### Membros em potencial
| País      | Área (km2) 2017 | População 2017 | PIB (PPC) (Intl. $) 2017 | PIB (PPC) per capita (Intl. $) 2017 | Desigualdade 2008-2016 | IDH 2018 | IEF 2019 | IED 2019 | IPC 2018 | ILF 2019 | IGP 2019 | ILI 2019 | ID 2018 |
| --------- | --------------- | -------------- | ------------------------ | ----------------------------------- | ---------------------- | -------- | -------- | -------- | -------- | -------- | -------- | -------- | ------- |
| Rússia    | 17 098 250      | 144 496 740    | 3 783 634 636 966        | 25 766                              | 37,7                   | 0,824    | 74,7     | 0,47     | 28       | 58,9     | 3,093    | 50,31    | 2,94    |
| Argentina | 2 780 400       | 44 044 811     | 918 032 825 601          | 20 843                              | 40,6                   | 0,830    | 46,0     | 0,58     | 40       | 52,2     | 1,989    | 28,30    | 7,02    |
| Brasil    | 8 515 770       | 207 833 831    | 3 255 144 799 735        | 15 662                              | 53,3                   | 0,761    | 71,8     | 0,53     | 35       | 51,9     | 2,271    | 32,79    | 6,97    |
| Bulgária  | 111 000         | 7 075 947      | 148 227 624 522          | 20 948                              | 37,4                   | 0,816    | 50,6     | 0,54     | 42       | 69,0     | 1,607    | 35,11    | 7,03    |
| Croácia   | 56 590          | 4 124 531      | 108 456 655 618          | 26 295                              | 31,1                   | 0,837    | 47,5     | 0,61     | 48       | 61,4     | 1,645    | 29,03    | 6,57    |
| Peru      | 1 285 220       | 31 444 297     | 433 059 982 554          | 13 772                              | 43,3                   | 0,759    | 68,2     | 0,51     | 35       | 67,8     | 2,016    | 30,22    | 6,60    |
| Romênia   | 238 400         | 19 587 491     | 520 937 675 792          | 26 595                              | 35,9                   | 0,816    | 47,8     | 0,64     | 47       | 68,6     | 1,606    | 25,67    | 6,38    |
| OECDb     | 36 328 730      | 1 300 865 255  | 56 394 326 347 476       | 43 351                              | 33,1                   | 0,895    | 33,3     | 0,74     | 68       | 72,2     | 1,665    | 20,46    | 8,09    |
| País      | Área (km2) 2017 | População 2017 | PIB (PPC) (Intl. $) 2017 | PIB (PPC) per capita (Intl. $) 2017 | Desigualdade 2008-2016 | IDH 2018 | IEF 2019 | IED 2019 | IPC 2018 | ILF 2019 | IGP 2019 | ILI 2019 | ID 2018 |

|  | Quartil superior |  | Quartil superior-médio |  | Quartil médio-baixo |  | Quartil baixo |